# Acraea fulvescens
Acraea fulvescens är en fjärilsart som beskrevs av Charles Oberthür 1893. Acraea fulvescens ingår i släktet Acraea och familjen praktfjärilar. Inga underarter finns listade i Catalogue of Life.